# Дофтана (Прахова)
Дофтана (рум. Doftana) насеље је у Румунији у округу Прахова. Oпштина се налази на надморској висини од 517 m.

## Становништво
Према подацима из 2002. године у насељу је живело 542 становника, од којих су сви румунске националности.